# Eriogonum pilosum
Eriogonum pilosum är en slideväxtart som beskrevs av S. G. Stokes. Eriogonum pilosum ingår i släktet Eriogonum och familjen slideväxter. Inga underarter finns listade i Catalogue of Life.